# Elbridge Ayer Burbank

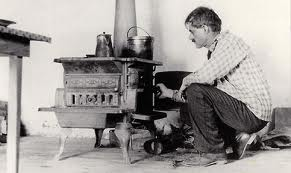
Elbridge Ayer Burbank, 1904

Elbridge Ayer Burbank (* 10. April 1858 in Harvard, Illinois; † 21. März 1949) war ein US-amerikanischer Maler, der vor allem für seine Porträts von Indianern bekannt ist.

## Leben

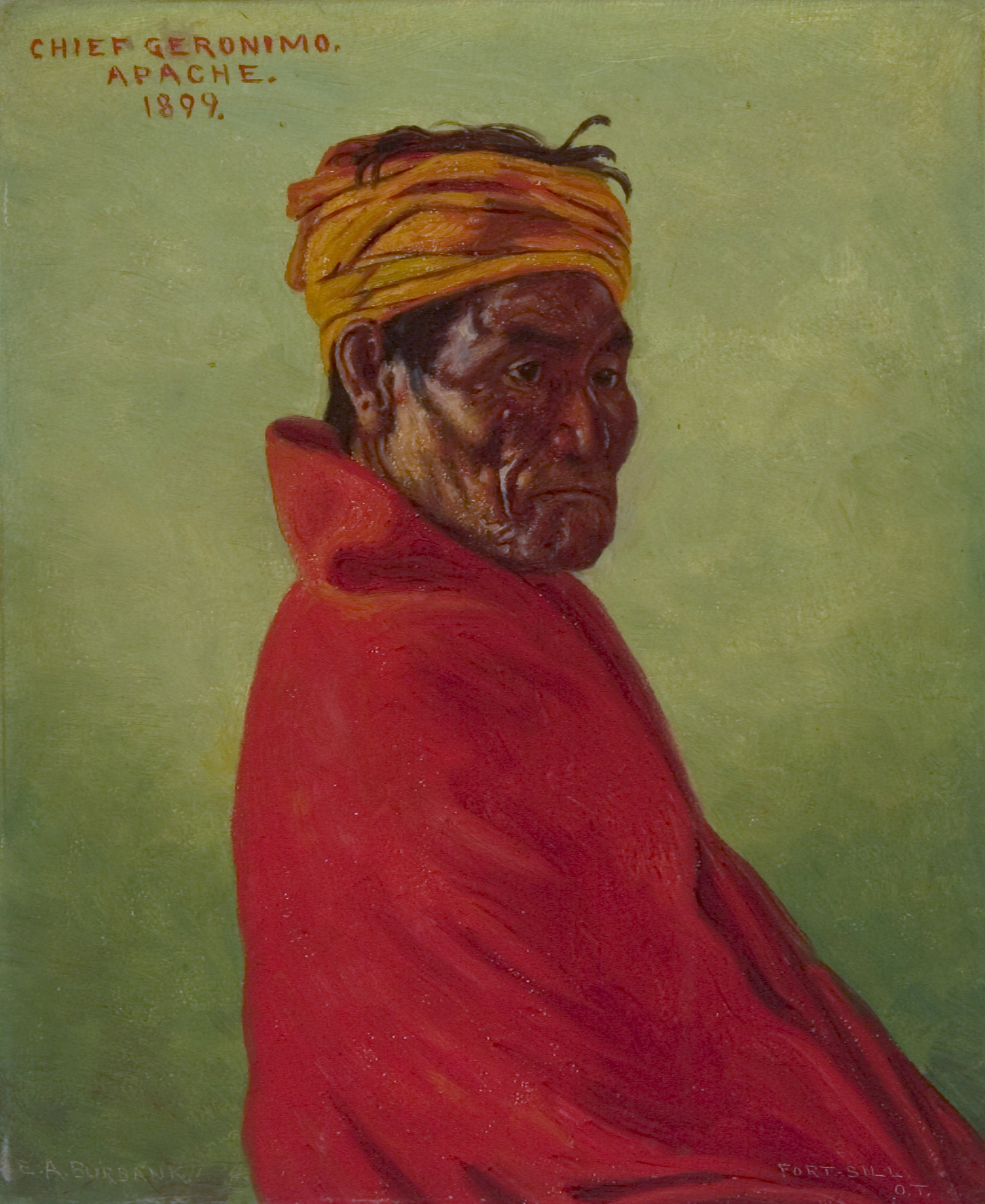
Geronimo, 1899, Smithsonian American Art Museum

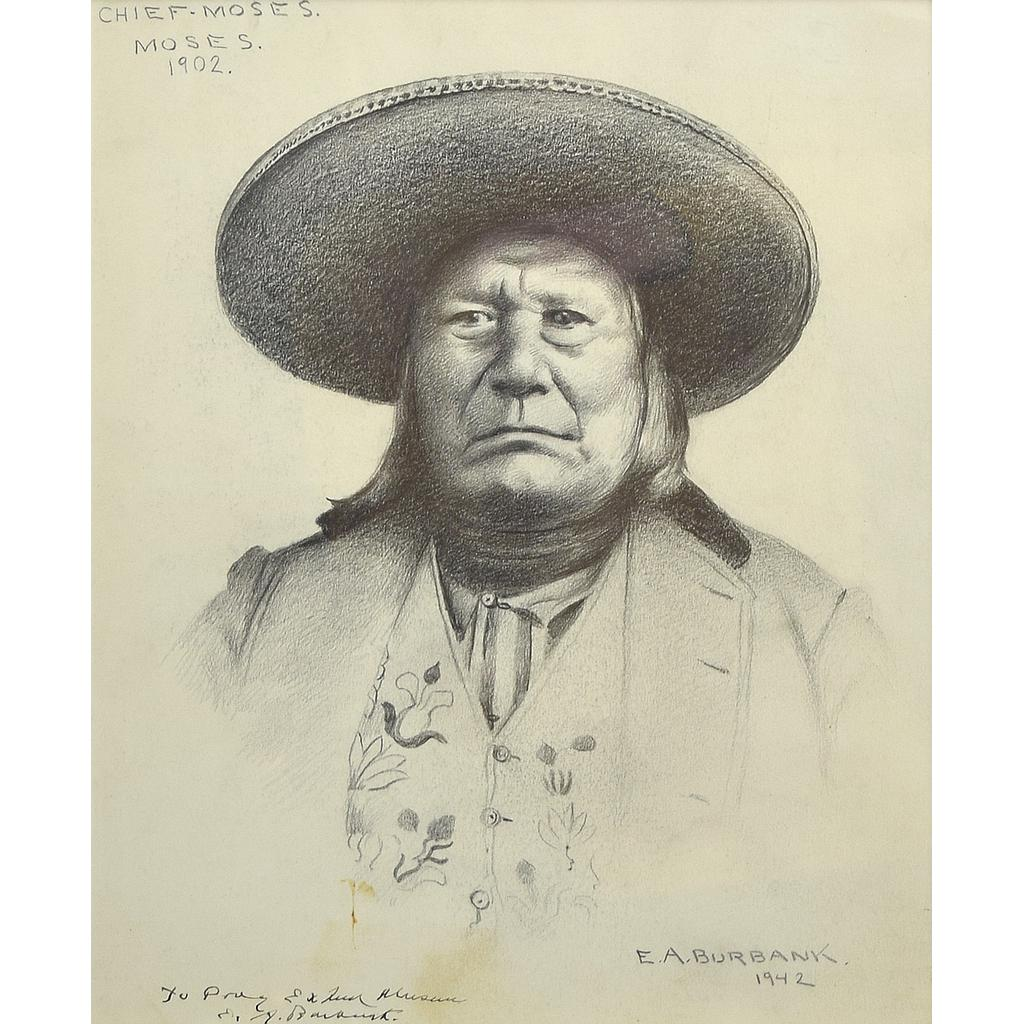
Chief Moses, 1942

Elbridge Ayer Burbank studierte 1887 an der Chicago Academy of Design und von 1889 bis 1891 Kunst in München, wo er sich mit den Künstlern Joseph Henry Sharp, William R. Leigh und Toby Rosenthal anfreundete. Danach hatte er für kurze Zeit ein Porträtstudio in London, England, bevor er nach Chicago zurückkehrte, wo er 1892 seine erste Ausstellung in seinem neu eröffneten Atelier hatte. Unter den ausgestellten Werken befanden sich auch Porträts, darunter Portrait of a Woman, Munich, 1892, das von einem Redakteur der Chicago Tribune positiv besprochen wurde. Da es ein repräsentatives, für die Gesellschaftsporträts der Zeit charakteristisches Werk ist, wird vermutet, dass Burbank Porträtaufträge zu erhalten versuchte. Die Dargestellte ist wahrscheinlich die Ehefrau des Künstlers, Alice Blanche Wheeler.
Sein erster Auftrag in Chicago kam vom Northwest Magazine. Er illustrierte die Strecke der Northern Pacific Railway von Minnesota nach Puget Sound, Washington. Nach zwei Jahren als Porträtmaler in England ließ er sich in Chicago nieder. Die Kritiker lobten seine Arbeit, aber anstatt sich in der hart umkämpften Welt der Gesellschaftsporträts zu behaupten, reiste Burbank durch die Südstaaten und zeichnete Afroamerikaner. 1897 beauftragte Burbanks wohlhabender Onkel Edward E. Ayer, Präsident des Field Museum of Natural History in Chicago, ihn, in den Westen zu reisen und das Leben der Indianer zu dokumentieren. Mehrere renommierte Museen und das Kaufhaus Wanamaker’s lieferten sich einen Bieterkrieg um diese Porträts, und das öffentliche Schulsystem von Chicago bestellte sogar 10.000 Farbreproduktionen eines einzigen Bildes. Die letzten Jahre seines Lebens verbrachte Elbridge Ayer Burbank in San Francisco, wo er Illustrationen für den San Francisco Chronicle anfertigte.
Insgesamt malte Elbridge Ayer Burbank im Laufe seines Lebens mehr als 1200 Indianerporträts. Auf seinen Reisen kam er mit einigen der bedeutendsten Persönlichkeiten des Westens in Kontakt, darunter Juan-Lorenzo Hubbell, den er zu seinen besten Freunden zählte, und Geronimo, dessen Porträt er malte und der gesagt haben soll, er habe Burbank mehr gemocht als jeden anderen Weißen, den er je kennengelernt habe. Heute sind Werke von Elbridge Ayer Burbank in den Sammlungen der Newberry Library in Chicago, des Smithsonian American Art Museum und des Field Museum. Nach fast zwanzig Jahren in psychiatrischen Kliniken starb Elbridge Ayer Burbank 1949 an den Verletzungen, die er sich bei einem Zusammenstoß mit einer Kabelstraßenbahn in der Innenstadt von San Francisco zugezogen hatte.

## Werk
Elbridge Ayer Burbank spezialisierte sich auf Porträts von Indianern und schuf zwischen 1897 und 1910 mehr als 1200 Gemälde indianischer Persönlichkeiten. Seine Werke zeichnen sich durch realistische Darstellungen mit oft unbestimmtem Hintergrund aus, wodurch der Blickpunkt auf den Porträtierten liegt.

## Werke (Auswahl)

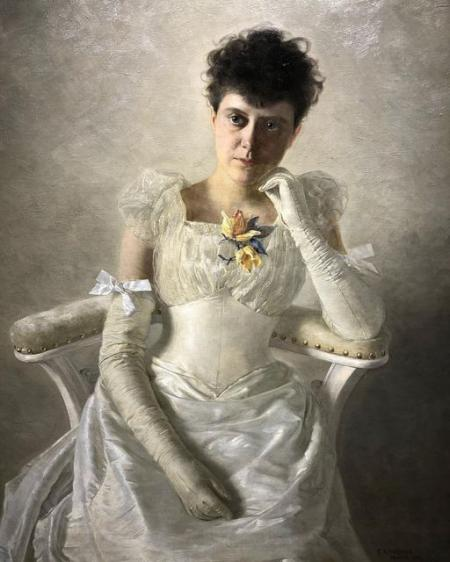
Portrait of a Woman, Munich, 1892. Rockford Art Museum
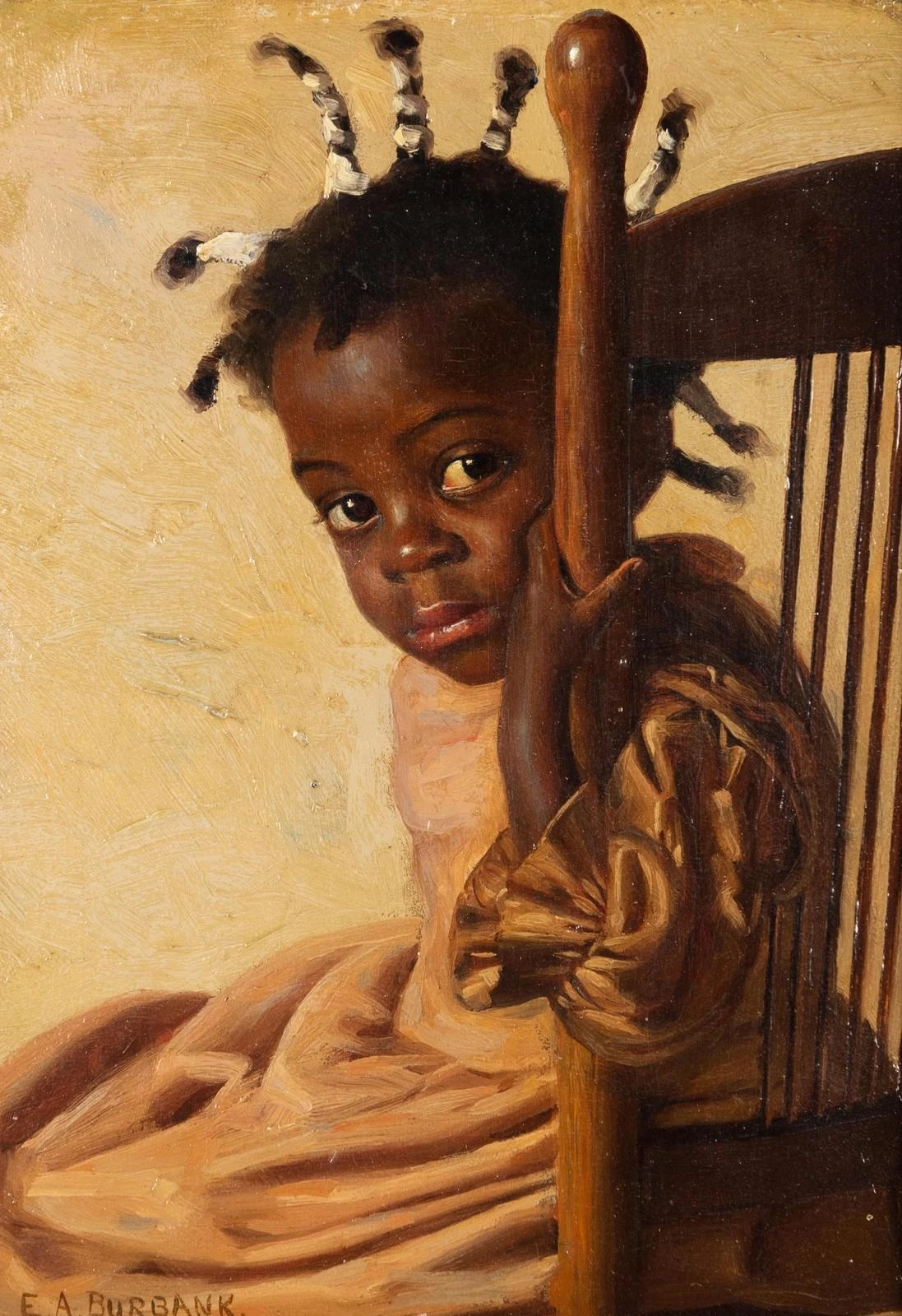
Porträt eines Mädchens mit Schleife im Haar, 1899
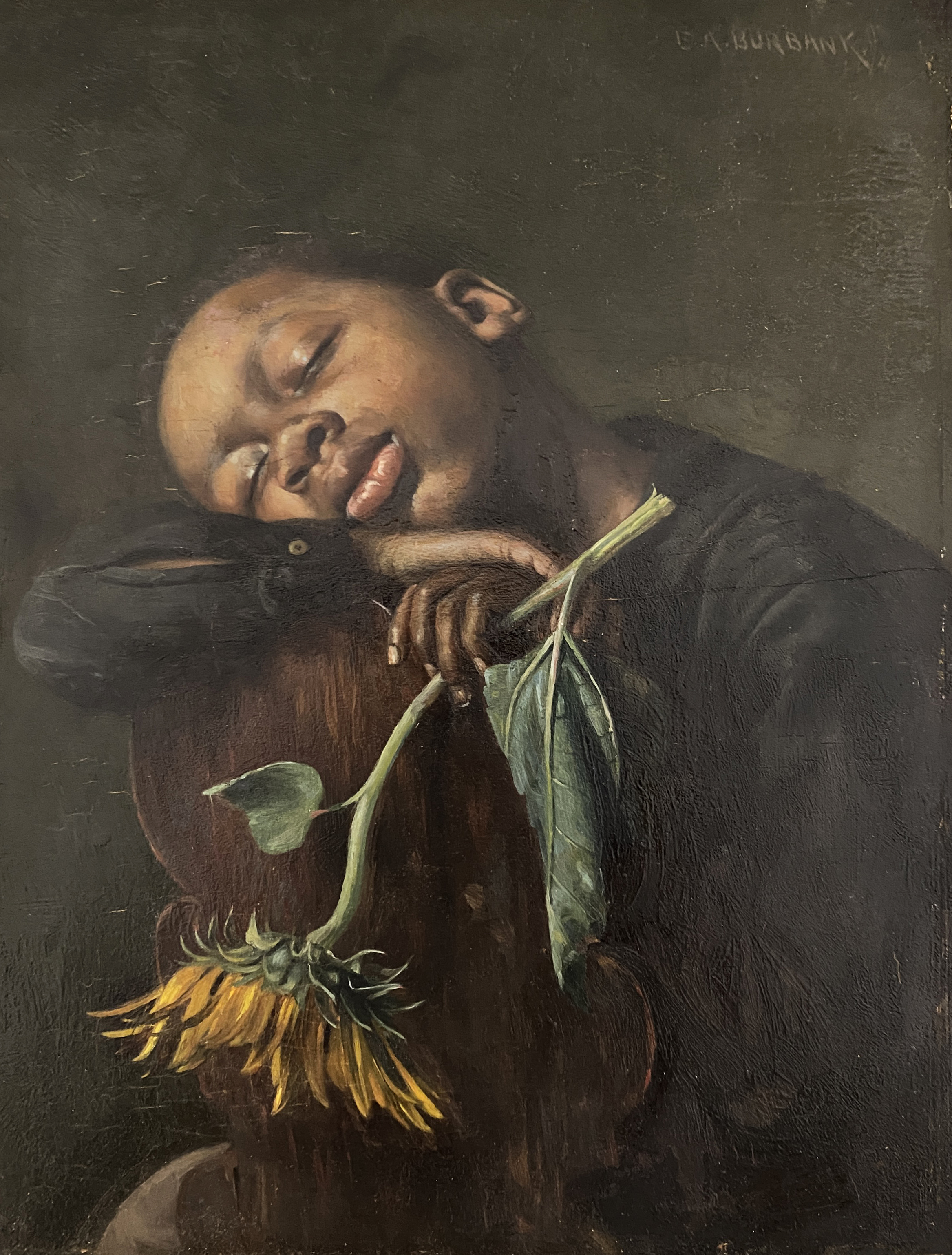
The Sunflower. Privatsammlung Paris
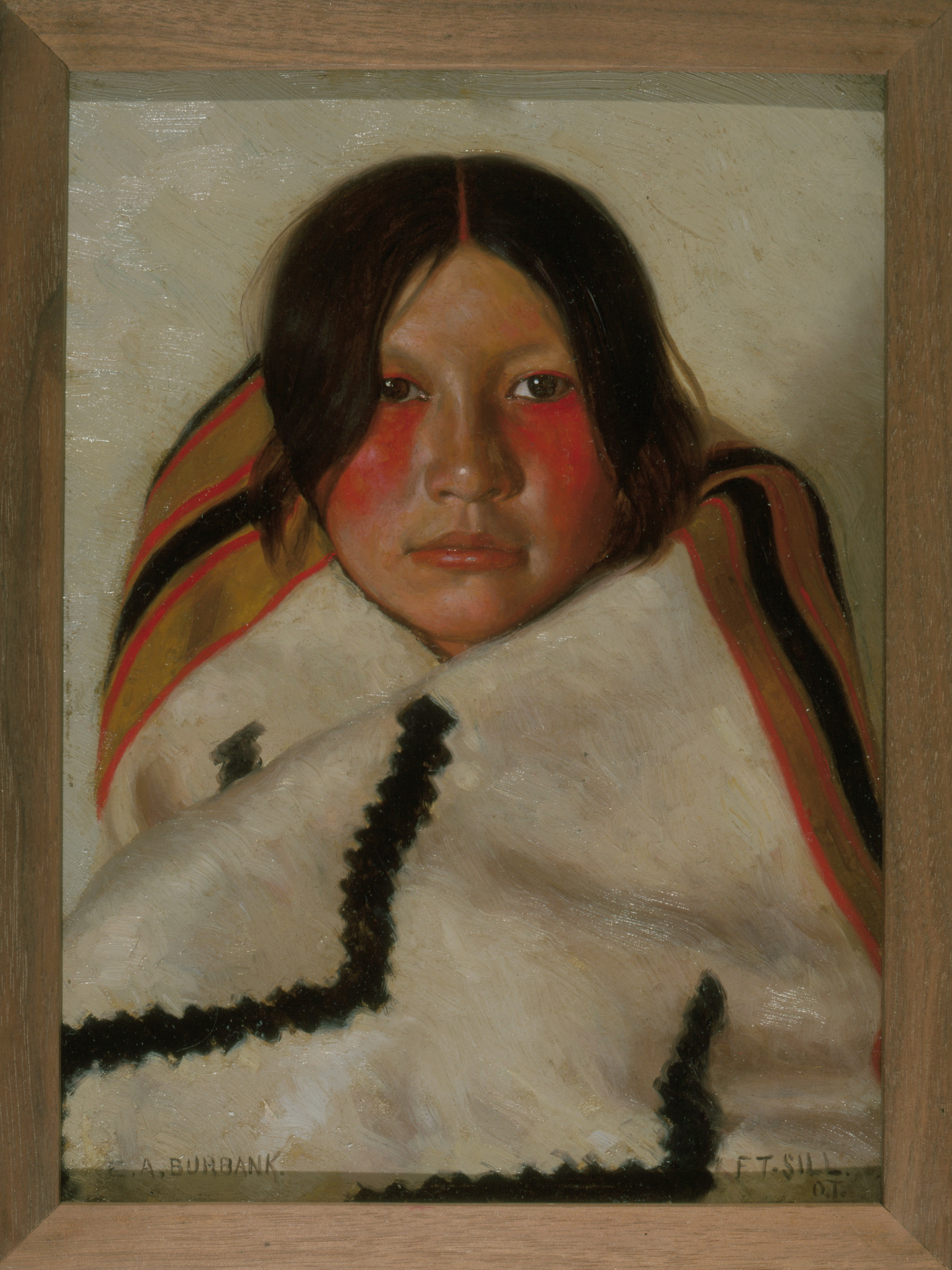
Gi-aum-e Hon-o-me-tah (Porträt einer jungen Kiowa-Frau in Fort Sill, Oklahoma),1897
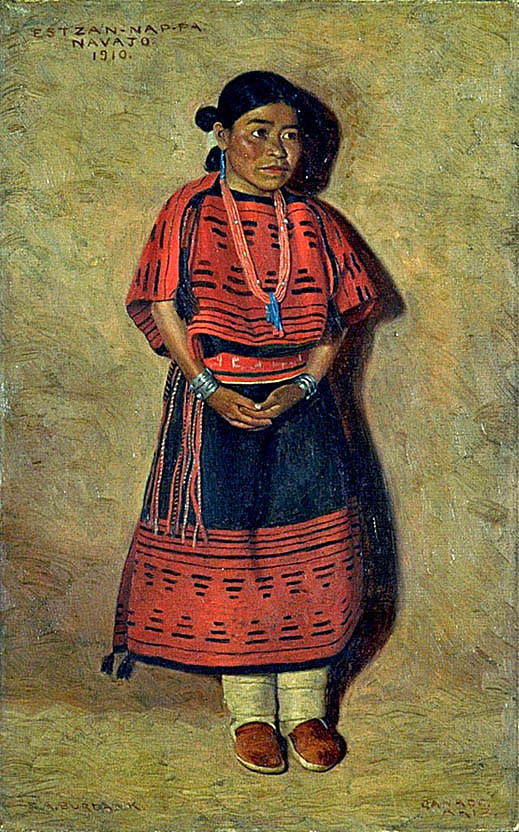
Estzan-Nap-Pa, 1910. Smithsonian American Art Museum
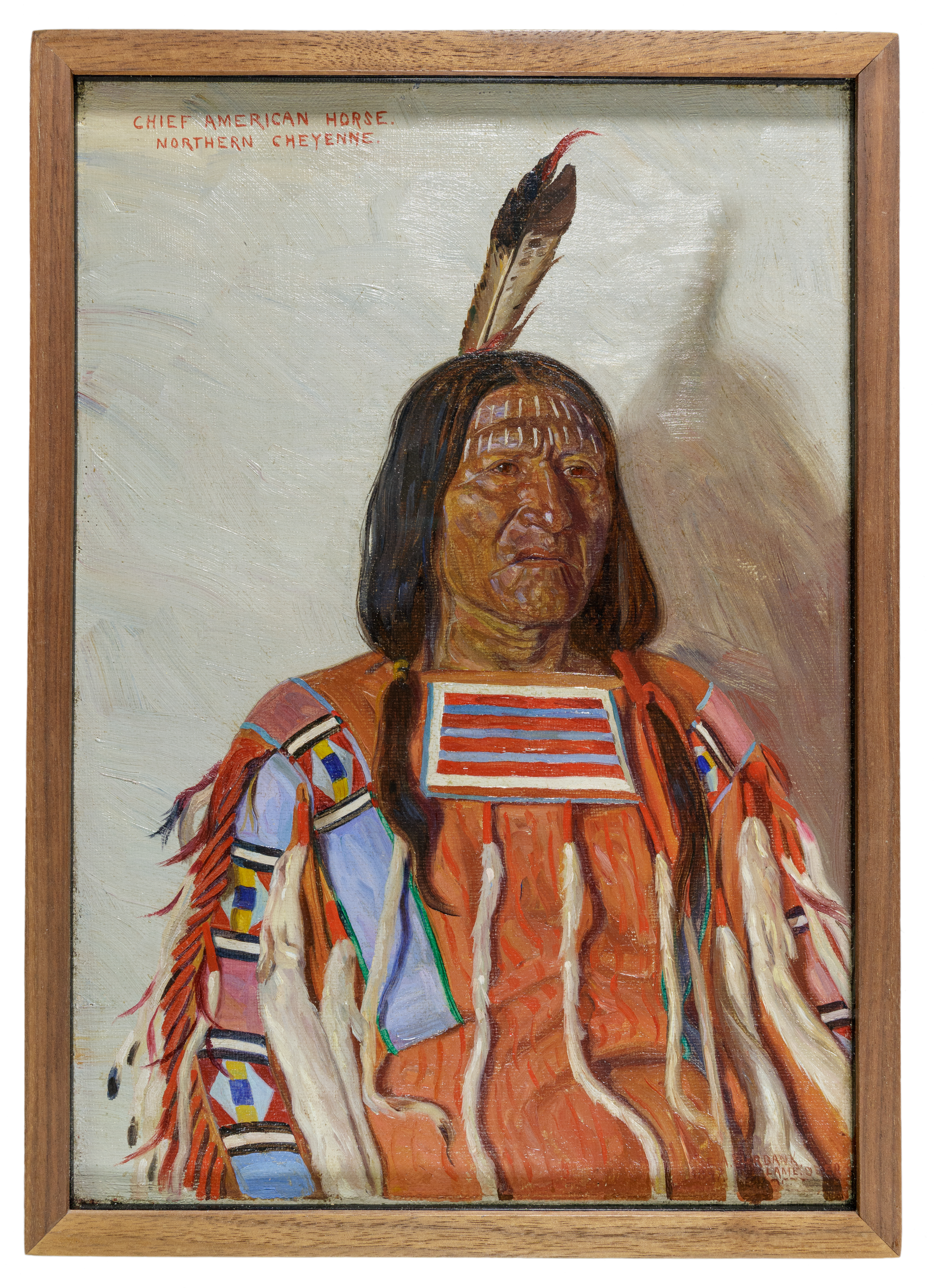
Chief American Horse, Northern Cheyenne, 1897. Newberry Library
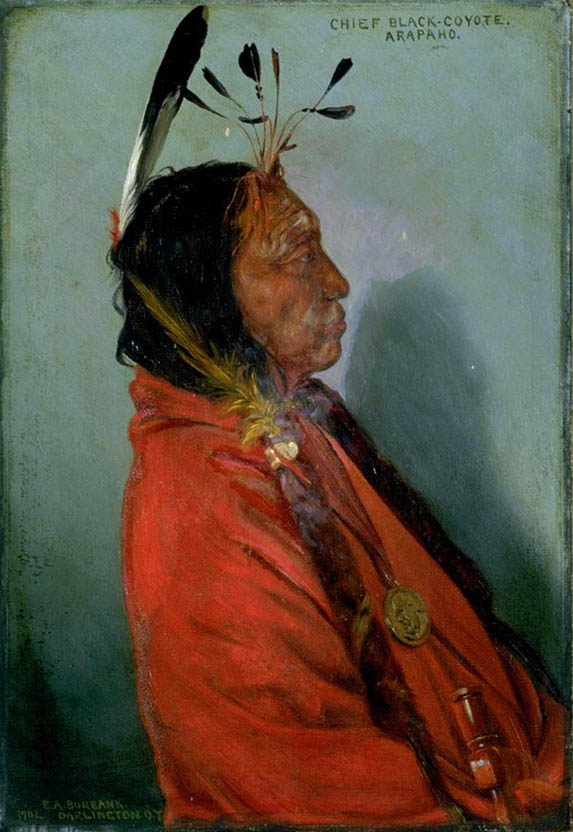
Chief Black-Coyote, 1901. Smithsonian American Art Museum
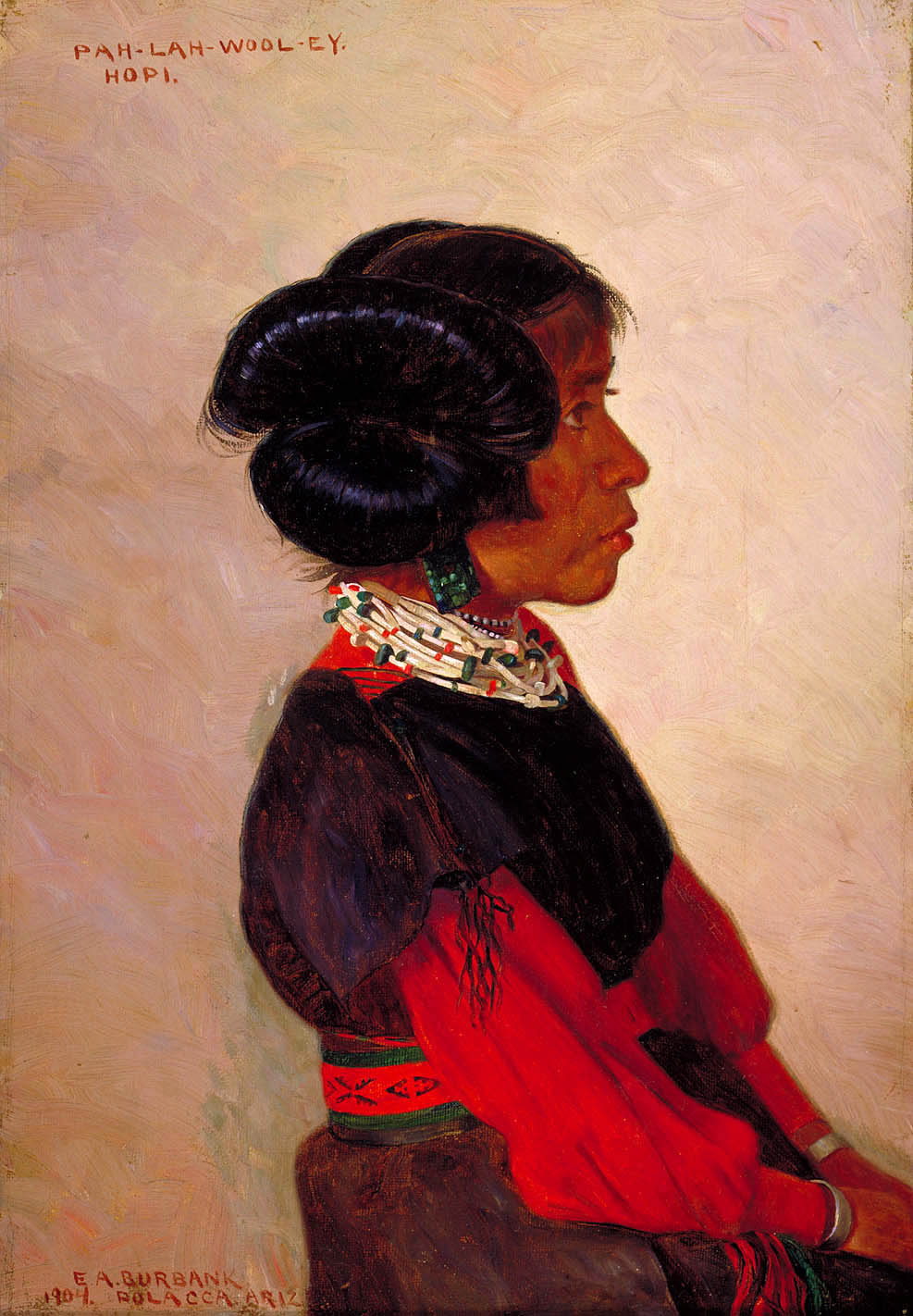
Pah-lah-wool-ey, 1904. Smithsonian American Art Museum
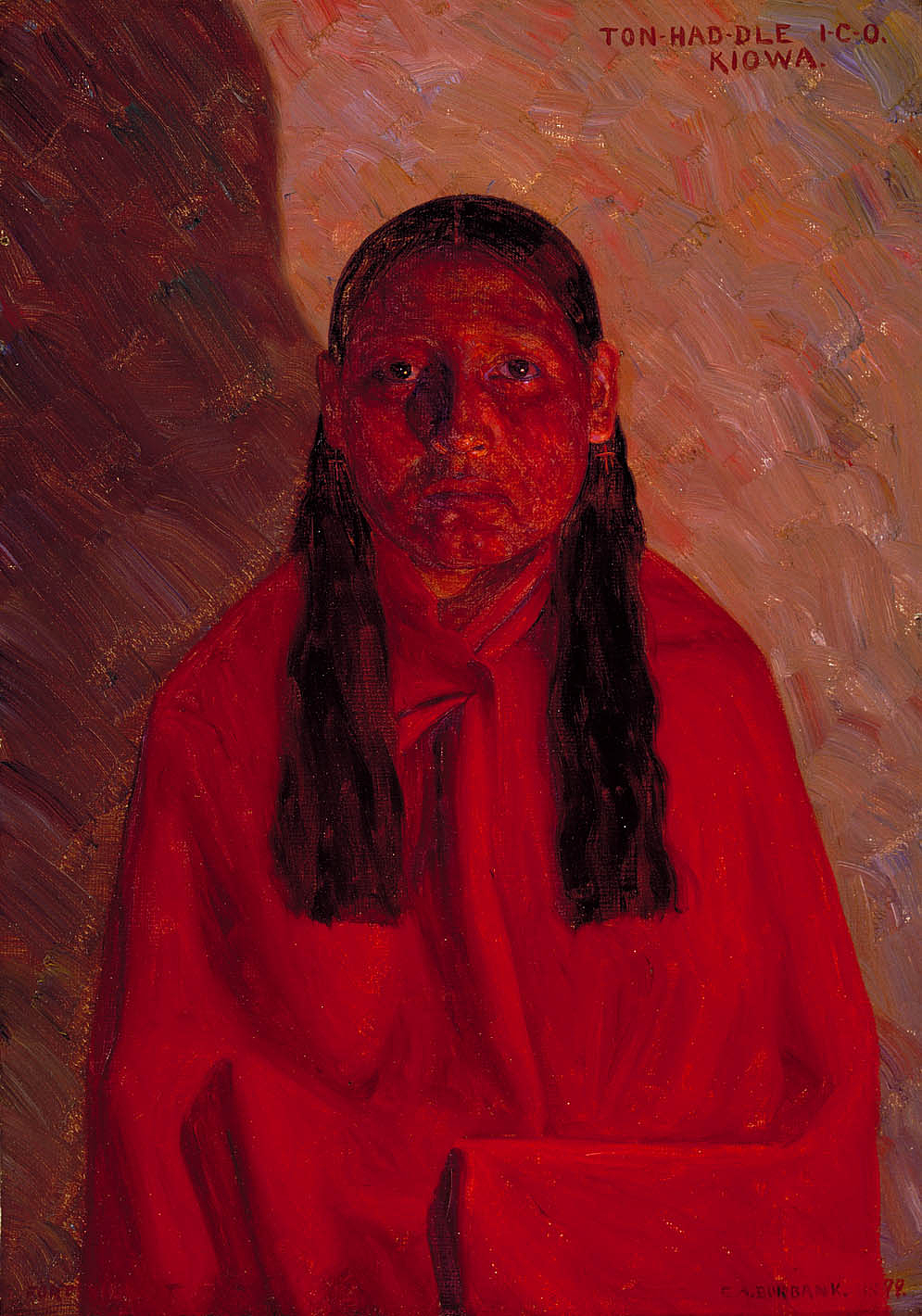
Ton-had-dle, 1899.  Smithsonian American Art Museum
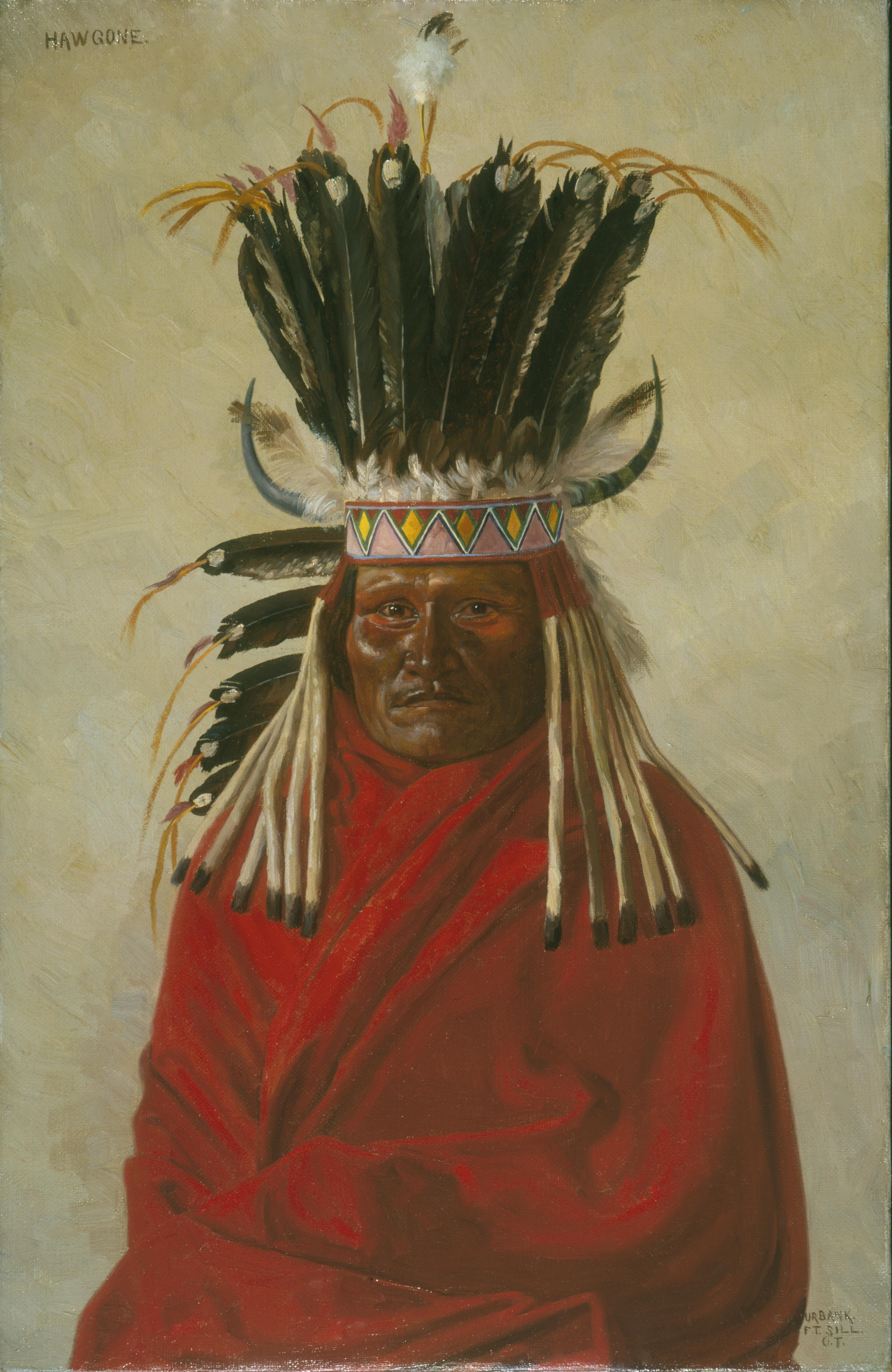
Hawgone – Silver Horn  (Kiowa-Häuptling), ca. 1898